# Västlands landskommun
Västlands landskommun är en tidigare kommun i Uppsala län.

## Administrativ historik
Den 1 januari 1863, när kommunalförordningarna började tillämpas, skapades över hela riket cirka 2 500 kommuner, varav 89 städer, 8 köpingar och resten landskommuner. Då inrättades i Västlands socken i Örbyhus härad i Uppland denna kommun.
1952 genomfördes den första av 1900-talets två genomgripande kommunreformer i Sverige. Denna påverkade inte Västland, vilken kvarstod som egen kommun fram till 1974, då den upphörde och området överfördes till Tierps kommun.
Kommunkoden 1952–73 var 0320.

### Kyrklig tillhörighet
I kyrkligt hänseende tillhörde kommunen Västlands församling.

## Kommunvapnet
Blasonering: Sköld delad av guld, vari ett blått fisknät, upphängt på tre likaledes blå ginstvallsstakar, och av blått, vari en skötbåt av guld.
Vapnet fastställdes den 9 december 1955 av Kungl. Maj:t och upphörde att gälla när Västland blev del av Tierps kommun 1974.

## Geografi
Västlands landskommun omfattade den 1 januari 1952 en areal av 184,51 km², varav 174,08 km² land. Efter nymätningar och arealberäkningar färdiga den 1 januari 1956 omfattade landskommunen den 1 november 1960 (enligt indelningen den 1 januari 1961) en areal av 181,22 km², varav 180,78 km² land.

### Tätorter i kommunen 1960
I Västlands kommun fanns tätorten Karlholmsbruk, som hade 1 346 invånare den 1 november 1960. Tätortsgraden i kommunen var då 49,8 procent.

## Politik

### Mandatfördelning i valen 1938–1970
| 15 | 6 | 2 | 2 |

| 25 |

| 15 | 10 |

| 25 |

| 15 | 10 |

| 25 |

| 15 | 7 | 3 |

| 25 |

| 15 |  | 6 | 3 |

| 24 |

| 15 | 6 | 3 |  |

| 23 |

| 15 | 6 | 3 |  |

| 22 |

| 14 | 6 | 3 |  |  |

| 23 |

| 15 | 7 | 2 |  |

| 22 |